# Джордан Пул
Джордан Пул (англ. Jordan Poole; нар. 19 червня, 1999 у Мілвокі, штат Вісконсин, США) — американський баскетболіст, гравець команди НБА «Голден Стейт Ворріорз». Грає на позиції розігруючого захистника. Був обраний на драфі НБА 2019 року у першому раунді під загальним 28-м номером командою «Голден Стейт Ворріорз».